# Airsoft

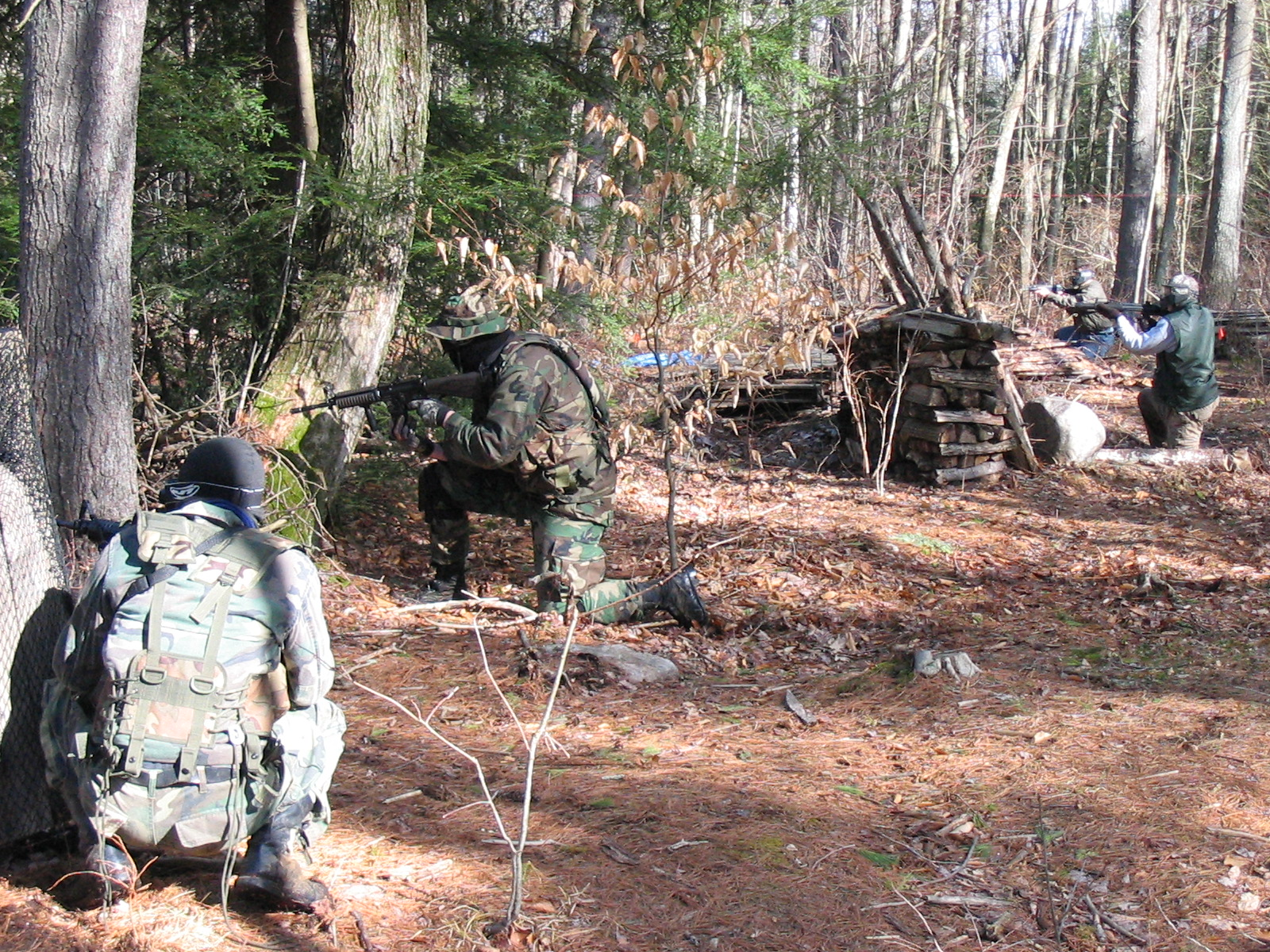
Airsoftspelers in actie

Airsoft is een sport die bestaat uit vier disciplines, namelijk: IAPS (International Airsoft Parcour Shooting), kaartschieten, Speedsoft (NSL/ESL format) en re-enactment.

## IAPS
Bij parcoursschieten of IAPS is het zaak om zoveel mogelijk punten te halen in zo min mogelijk tijd. Hierbij wordt geschoten op speciaal hiervoor ontwikkelde doelen. Deze doelen worden opgezet in zogenaamde stages. Iedere stage heeft een andere opzet, waarbij er iedere keer een andere route gelopen moet worden, de doelwitten op een andere plaats staan en om, over of onder unieke obstakels geschoten moet worden. Deze stages bij elkaar vormen samen de wedstrijd.

## Kaartschieten
Bij het kaartschieten draait het allemaal om het zo accuraat mogelijk schieten. Hoewel er bij kaartschieten enkel vanuit een statische positie geschoten wordt, is het raken van de doelwitten op verschillende afstanden lastig. Zo moet er onder andere rekening gehouden worden met ademhaling, waar zich het richtkruis bevindt ten opzichte van het doelwit en hoe de schutter de trekker over haalt. Tijdens wedstrijden worden er meerdere rondes gespeeld, waarbij iedere schutter vijfmaal schiet. Aan het einde van de wedstrijd worden de punten bij elkaar opgeteld en de schutter met de meeste punten wordt de winnaar.

## Gethematiseerde airsoft
Bij gethematiseerde airsoft nemen twee groepen het tegen elkaar op om tijdens een wedstrijd punten te behalen. Iedere groep bestaat uit meerdere individuen en airsoftteams. Dit maakt gethematiseerde airsoft een uitdagende sport, waarbij de sleutel tot winnen ligt in de communicatie. Punten worden behaald door opdrachten te voltooien. Veel organisaties houden een score bij op hun website. Gethematiseerde airsoft wordt regelmatig onterecht re-enactment genoemd, omdat deze wedstrijden vaak gepaard gaan met een fictieve verhaallijn.

## Algemeen
Voor airsoft wordt er gebruik gemaakt van zogenaamde airsoftapparaten (ook wel replica's genoemd). Dit zijn apparaten waarvan de buitenkant op een vuurwapen lijkt, maar waarmee enkel balletjes van 6 mm afgeschoten kunnen worden. Deze balletjes worden ook wel BB's ("bie-bie") of pellets genoemd en zijn tegenwoordig voor buiten gebruik gemaakt van 100% biologisch afbreekbaar materiaal. De apparaten kunnen beschikken over een aantal verschillende energiebronnen: veerdruk, veerdruk bij elektrische aandrijving (AEG), perslucht (HPA) of een samengeperst gas zoals butaan of CO2.
In Nederland is de sport sinds 15 januari 2013 toegestaan. De Wet wapens en munitie is hiervoor aangepast. Dat maakte airsoft in Nederland legaal, maar er zijn wel regels aan verbonden. In de overige Europese landen is airsoft ook legaal. Airsoft is een sport die over de hele wereld gespeeld wordt.

## Geschiedenis
De sport ontwikkelde zich rond het begin van 1970, toen de Daisy Manufacturing Company begon met het maken van luchtdrukgeweren die plastic balletjes schoten, als vervanging van de toenmalige luchtdrukgeweren, die met metalen dan wel loden projectielen schoten. Dit type wapen werd de Soft Air gun genoemd maar sloeg niet aan in Amerika.
Rond 1980 werd de interesse van consumenten in Japan voor deze wapens gewekt, omdat het daar verboden is een vuurwapen in privébezit te hebben. Zo konden Japanse wapenliefhebbers toch een wapencollectie opzetten. Verschillende Japanse bedrijven begonnen het systeem van Daisy Manufacturing Company te gebruiken en in te bouwen in hun realistische replica's van wapens. De soft-air- of airsoftguns waren geboren.
Het originele Daisysysteem gebruikte een simpel veermechanisme (spring-powered air piston). In de jaren 80 werden door gas aangedreven airsoftguns ontwikkeld. Deze maakten veelal gebruik van een externe gasbron (kooldioxide of freon). Deze gassen werden na loop van tijd verboden door de Japanse regering wegens de vele kooldioxide en fluorkoolstofgassen die in de atmosfeer terechtkwamen.
Een elektrische motor en ingebouwde veer zorgen ervoor dat de BB uit de replica wordt geschoten. Dit mechanisme wordt tegenwoordig in bijna alle airsoftreplica's gebruikt. Het mechanisme is lange tijd te groot en te lang geweest om in een airsoftpistool te plaatsen. In plaats hiervan werd er in airsoftpistolen gebruikgemaakt van een gasaangedreven mechanisme dat voor de aandrijving zorgde. Fabrikant Tokyo Marui heeft sinds 2005 een "Automatic Electric Pistol", waarin alles in een pistool is gebouwd.
Net als de wapens ontwikkelde de airsoftsport zich ook snel in Japan en verspreidde zich in de jaren 90 naar andere Aziatische landen en van hieruit naar Europa, met name naar Italië en het Verenigd Koninkrijk. De airsoftsport deed zijn herintrede in Amerika rond 1995.
De eerste airsoftspelers waren vooral paintballers die overstapten, aangezien de airsoftreplica's veel realistischer zijn dan de huidige paintballmarkers of -wapens.

## Verschillende soorten replica's

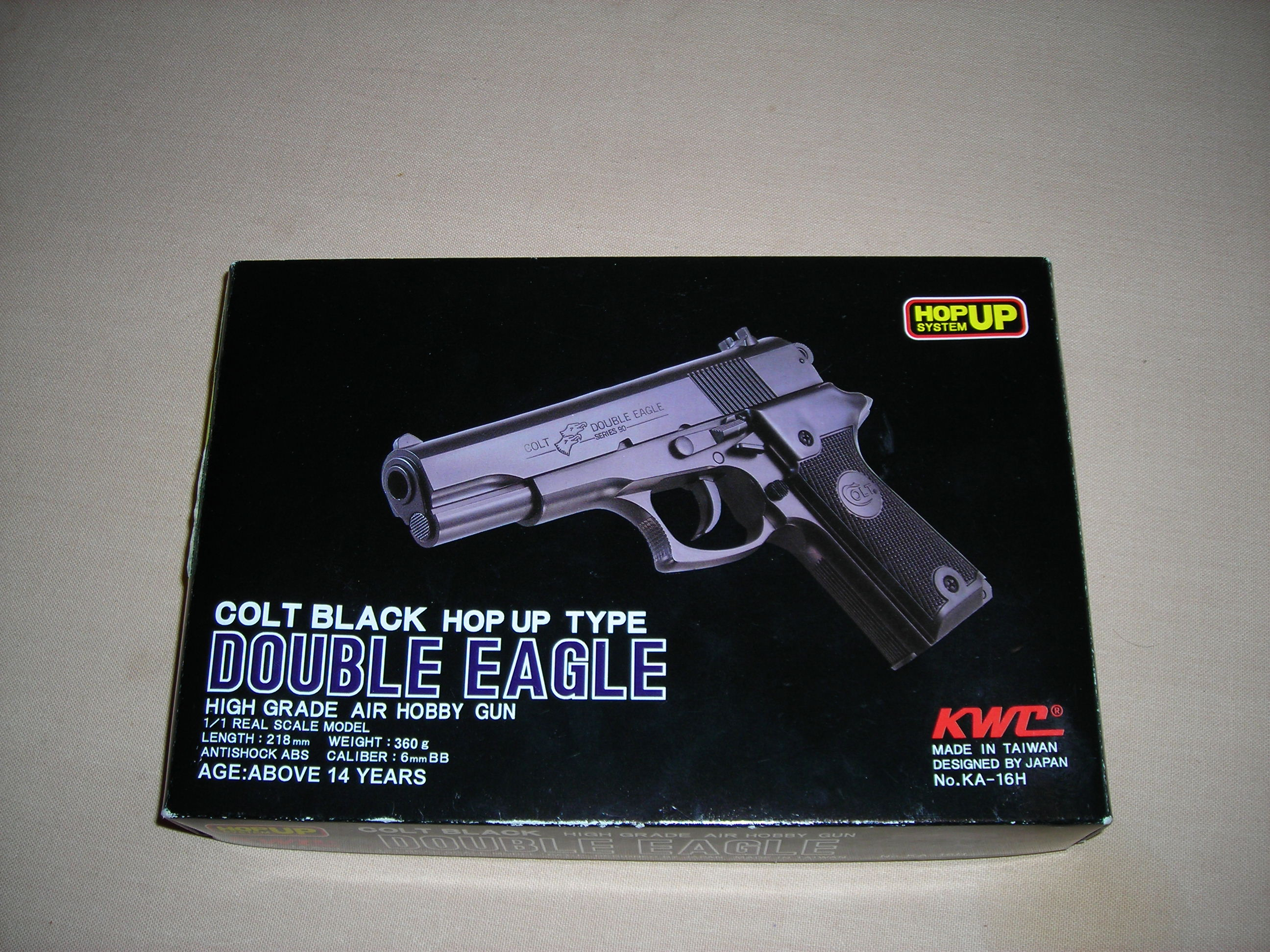
Een springgun in de verpakking

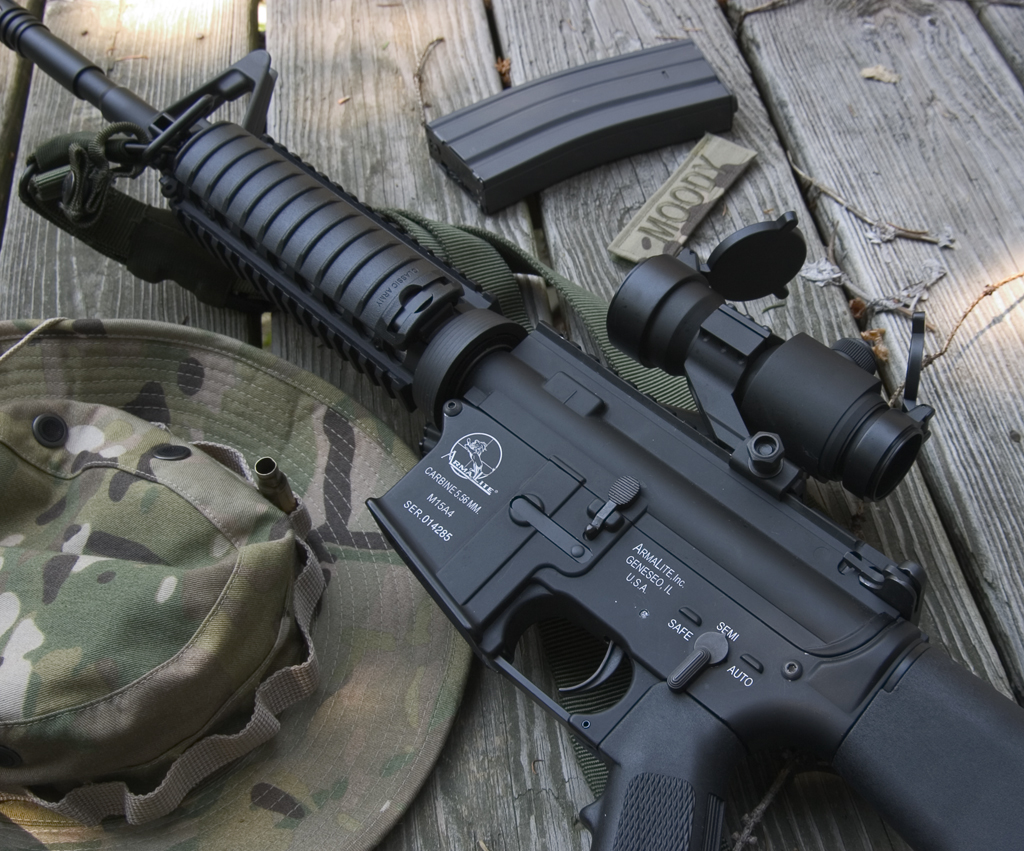
Een AEG (replica van M15A4)

AEG Gearbox

Airsoftreplica's zijn in vier categorieën onder te verdelen:

### Springguns
Dit zijn airsoftreplica's die elke keer voordat er een schot gelost kan worden handmatig moeten worden opgespannen. Bij dit opspannen spant zich een springveer. Als deze veer zich ontspant door het overhalen van de trekker, veroorzaakt de veer luchtdruk waardoor de BB (het projectiel) uit de loop van de replica geblazen wordt. Dit principe noemt men "bolt action" (grendelgeweer). Springguns worden in de airsoftsport voornamelijk toegepast bij snipers (sluipschuttersgeweren), omdat voor een bolt action replica een hogere mondingsenergie is toegestaan.

### Gasguns
Gasguns zijn (semi)automatische airsoftwapens die op gas werken. Met dit soort replica's kan semiautomatisch of automatisch worden geschoten. Niet alle gasguns zijn volautomatische wapens. Bij gasguns valt er onderscheid te maken tussen gasblowback en gasnon-blowback. Het verschil tussen deze twee principes is dat er bij de gasblowbackmodellen een achterwaartse druk vrij komt bij het afvuren van een projectiel, waardoor de slede van het pistool (of de afsluiter bij geweren, karabijnen en machinepistolen) naar achter schuift en terugkomt. Dit is hetzelfde als bij echte wapens, enkel werken deze niet op gas.
Daarnaast zijn er twee soorten gasguns te onderscheiden: greengas en CO2. Greengas bevat siliconenolie, waardoor de replica direct goed gesmeerd wordt. De CO2-gasreplica's bevatten een kleine capsule die 12 g CO2 bevat en veelal in het magazijn gemonteerd wordt. De meeste gasreplica's moeten na circa dertig schoten worden bijgevuld.

### Automatic Electric Guns (AEG's)
Ook bij AEG's wordt luchtdruk uit een springveer gegenereerd. Maar, anders dan bij een bolt action replica, wordt de veer niet handmatig opgespannen. Dit geschiedt namelijk door een schakeling van tandwielen aangedreven door een elektromotor. Er is bij een AEG daarom altijd sprake van een automaat of een halfautomaat.
Het betreft hier de meest uitgebreide categorie binnen de replica's. Deze replica's gebruiken een oplaadbare batterij. 
Er is zelfs een model, de M134 minigun, beter bekend uit de films Predator en Terminator 2, dat een 12V-accu nodig heeft van een motorfiets, omdat tijdens het afvuren van de BB's ook nog eens de 6 lopen snel ronddraaien zoals bij het originele wapen. Deze M134 en andere extreme replica's (geldt in de meeste gevallen ook voor de AEG) worden meestal aangekocht als verzamelobject, om de volgende redenen:
- omvang → men moet met twee personen zijn om deze behoorlijk rond het lichaam te bevestigen
- gewicht → ca. 17 kg
- hoge prijs → tot 5000 Amerikaanse dollar
- beperkte oplagen → soms tot amper 100 stuks wereldwijd
- aandrijving → 12V-accu van een motorfiets, want te kleine batterijen bevatten niet genoeg energie en zijn dus snel leeg.

### Replica's op perslucht (HPA)
Onder HPA (High Pressure Air) airsoft replica's of guns, wordt verstaan: airsoft replica's die hun energie ontlenen aan perslucht. Het betreft dan een airsoft replica die, standaard dan wel omgebouwd, is aangesloten op een externe persluchttank die veelal op de rug gedragen wordt.
HPA airsoft replica's bestaan er in vele varianten: automatisch en halfautomatisch, van handpistool tot machinegeweer. 

### Diversen
Naast bovenstaande zijn er ook replica's die niet direct te categoriseren zijn, onder andere vanwege het feit dat de laatste tijd steeds meer mensen door middel van huisvlijt iets nieuws produceren. Voorbeelden zijn antitankwapens (bazooka's, M72 LAW enzovoorts) en de al breed verkrijgbare M203 (granaatwerper voor onder de replica).

## Legaliteit
Het komt nogal eens voor dat airsoftreplica's voor echte wapens worden aangezien. Mensen in het bezit van dergelijke replica's werden zelfs neergeschoten door politieagenten, omdat die voor een vuurgevecht vreesden. Om deze reden is het voor in de Verenigde Staten geïmporteerde airsoftreplica's verplicht om de voorkant van de loop feloranje geverfd te hebben. De effectiviteit hiervan staat ter discussie, omdat dit makkelijk over te schilderen is of te verbergen achter bijvoorbeeld plakband.
Overvallen of andere misdrijven die worden gepleegd met een dergelijk 'nepwapen' worden in sommige delen van de VS net zo zwaar bestraft als met een echt wapen.
In Longwood, Florida werd een 15-jarige leerling gedood, nadat hij een airsoftpistool op een politieagent had gericht. De leerling, Chris Penley, had de oranje loop zwart geverfd en het wapen naar school genomen om zijn medeleerlingen te bedreigen.

### Plaatsen waar airsoft gespeeld mag worden
Aangezien de replica's die bij airsoft worden gebruikt bijna niet te onderscheiden zijn van echte wapens, zijn ze niet overal legaal. In vrijwel heel Europa, de Verenigde Staten en Azië zijn deze BB-guns legaal, meestal alleen voor mensen ouder dan 18 jaar. Deze zijn ook beschikbaar voor minderjarigen met toestemming van een van de ouders. In Canada, Australië, Tsjechië, en het Verenigd Koninkrijk zijn scherpe voorwaarden verbonden aan het bezit (zoals het hebben van een vuurwapenvergunning).
In Duitsland en Luxemburg is het alleen legaal om te schieten met een volautomatisch airsoftgeweer als de kinetische energie van het projectiel minder dan 0,5 joule bedraagt. Meer dan 0,5 joule is toegestaan bij semiautomatische wapens. Ook moet er een f-markering op de replica staan. In het Verenigd Koninkrijk is er een snelheidslimiet van 360 fps (voet per seconde) voor een AEG en 520 fps voor een sniperreplica. In Finland, Hongkong, België en de meeste andere landen is het verboden een replica in de openbare ruimte (op straat) zichtbaar te vervoeren of te dragen. In België is de minimumleeftijd 16 jaar, met toestemming van de ouders. Zonder toestemming van de ouders is het 18 jaar en men hoeft geen lid van een vereniging te zijn, zoals in Nederland.

### Nederland
Na een petitie van de Nederlandse Airsoft Belangen Vereniging (NABV) om airsoft te legaliseren in Nederland en na Kamervragen over airsoft liet de minister weten geen intentie te hebben om de wapenwet aan te passen. Op 16 februari 2011 is tijdens een plenair debat op initiatief van PVV, VVD, CDA en PvdA staatssecretaris Fred Teeven van Veiligheid en Justitie opgeroepen een mogelijkheid te creëren om het bezit van airsoftapparaten toe te staan in Nederland.
De Wet wapens en munitie bepaalt sinds 1 mei 2012 dat de minister van bij of krachtens deze wet vastgestelde voorschriften of verboden vrijstelling of, op daartoe strekkend verzoek, ontheffing kan verlenen voor daarbij te omschrijven wapens of munitie voor onder meer sportdoeleinden. Op basis daarvan is er de Regeling van de Staatssecretaris van Veiligheid en Justitie van 7 januari 2013 nr. 332642 houdende wijziging van de Regeling Wapens en munitie in verband met de regulering van het gebruik van airsoftapparaten, die per 15 januari 2013 airsoft tot op zekere hoogte legaal heeft gemaakt.
De Regeling wapens en munitie definieert een airsoftapparaat als een lucht-, gas-, of veerdrukwapen met een maximum "schotkracht" (mondingsenergie) van 3,5 joule, welk wapen voor wat betreft zijn vorm en afmetingen een sprekende gelijkenis toont met vuurwapens. Een energie van 3,5 joule is bijvoorbeeld die van een BB van 0,35 gram bij een mondingssnelheid van 140 m/s.
Het betreft airsoftapparaten die, zoals de meeste, zodanig op een wapen lijken dat zij voor bedreiging of afdreiging geschikt zijn. Deze vallen onder het strengste regime van categorie I van de wet. De regeling heeft een nieuwe paragraaf 9a gekregen, Vrijstelling voor airsoftapparaten, die onder strikte voorwaarden vrijstelling verleent van het verbod van artikel 13, eerste lid van de wet. Daarbij zijn er aparte vrijstellingsregels voor onder meer vervoeren, voor handen hebben en dragen.
Een houder van een airsoftwapen moet voldoen aan:
- Minimale leeftijd van 18 jaar
- Verklaring omtrent het gedrag (VOG)
- Lidmaatschap van een door de minister erkende airsoftvereniging. De NABV is voor zover bekend de enige. Een andere vereniging heeft in 2013 erkenning aangevraagd.[6]
- Niet-ingezetenen van Nederland die de airsoftsport beoefenen, krijgen toestemming om aan evenementen in Nederland deel te nemen.

Aanvullende regels:
- Leden van de vereniging dienen hun airsoftapparaten te vervoeren in een koffer, foedraal of tas die afsluitbaar moet zijn.
- Leden van de vereniging dienen airsoftapparaten thuis op te slaan in een deugdelijke opslag met sluitwerk. Thuis onderhouden en testen mag (mits uit het zicht van omwonenden)
- De erkende wapenhandel moet een register bijhouden wie airsoftapparaten koopt.
- Vervoer zoals gebruikelijk bij (vuur)wapens: de kortste weg, afgesloten in een koffer of tas. BB's en magazijnen hoeven niet gescheiden vervoerd te worden volgens de wet. Het magazijn mag er níét in zitten tijdens vervoer.
- Leden mogen zelf airsoftapparaten invoeren, mits ze geregistreerd staan bij de airsoftvereniging.

### Geschiedenis
Voor het legaal was konden Nederlandse liefhebbers over de grens, in bijvoorbeeld België, hun hobby toch beoefenen. De replica's die dan worden gebruikt worden niet mee terug naar Nederland genomen, maar daar bewaard. Kleding en toebehoren mogen wel mee de grens over genomen worden. Belangrijk is te vermelden dat bepaalde onderdelen en accessoires, zoals magazijnen, ook onder de wapenwet vallen en dus verboden waren in Nederland. Het importeren van airsoftwapens was ook verboden. In alle omringende landen is dit bekend, waardoor winkeliers en leveranciers vaak geen bestellingen vanuit Nederland accepteerden.

## Speltypen
In de airsoftsport zijn er verschillende missies denkbaar, zoals:
- Last Man Standing (LMS), een van de bekendere spelvormen, waarbij geen teams zijn en een ieder elkaar dient uit te schakelen. De laatste die over blijft is de winnaar
- TDM, (team deathmatch), naar de gelijkaardige versie van schietspellen. Dit is een spelversie waarin het ene team zoveel mogelijk mensen uit het andere team moet uitschakelen. Wie 'af' is moet terug naar het begin en mag dan weer meedoen. Er wordt geteld hoeveel mensen 'af' gaan. Het team dat de meeste mensen 'af' krijgt, wint.
- Capture the flag: in beide kampen wordt een vlag gelegd. De doelstelling van dit spel is om de vlag van de tegenpartij te veroveren en in het eigen kamp te brengen. De partij die als eerste de vlag van de tegenpartij kan binnenbrengen in het eigen kamp is de winnaar.
- Presidentenspel: één team krijgt een president en die moet van A naar B en het andere team moet dat zien te verhinderen. Als de president 'out' is, dan is het spel afgelopen. Dit is voornamelijk een tactisch spel.

Aan al deze varianten kan een tijdslimiet verbonden worden.
Er worden ook veel missies uit bekende oorlogsfilms en schietspellen nagespeeld zoals:
- Platoon
- MAG
- Hamburger Hill
- Black Hawk Down

## MilSim
De afgelopen jaren is een nieuwe variant van airsoft in opkomst. Bij MilSim (militaire simulatie) zijn spelers, vaak ex-militairen, zoveel mogelijk met het realistisch nabootsen bezig. Vaak wordt in teamverband in eigen land getraind aan de hand van daadwerkelijke militaire procedures, die zijn aangepast aan de beperkingen van airsoft. Evenementen worden in het buitenland met soms enkele duizenden spelers tegelijk gespeeld, waarbij alle facetten van oorlogsvoering inbegrepen zijn, zoals een commandostructuur en verplaatsen met (pantser)wagens en helikopters.

## PolSim
Een specialistische variant op de MilSim is de PolSim oftewel politiesimulatie. Deze variant van speltype is er op gericht om een zo realistische nabootsing te bewerkstelligen van specialistische politie-eenheden zoals de DSI, de Franse GIGN of SWAT-eenheden. PolSim-missies worden vaak gehouden in verstedelijkt gebied in gebouwen, waarbij verschillende scenario's denkbaar zijn, zoals gijzelingen, bankovervallen en amoksituaties.